# آرو (کنتاکی)
آرو (به انگلیسی: Arrow) یک منطقهٔ مسکونی در ایالات متحده آمریکا است که در شهرستان پایک، کنتاکی واقع شده است. آرو ۳۳۷٫۱۱ متر بالاتر از سطح دریا واقع شده است.